# The Conrad Boys
Pour plus de détails, voir Fiche technique et Distribution.
The Conrad Boys est un film américain réalisé par Justin Lo, sorti en 2006. 

## Synopsis
La vie de la famille Conrad est comme celle de beaucoup d’autres familles américaines. La mère, Suzie, divorcée vit avec ses deux fils, Charlie et Benjamin, dans un petit pavillon de banlieue. Charlie vient d’être admis à l’université Columbia et se prépare à traverser le pays pour rejoindre New York l’année suivante. 
La mort subite de Suzie, qui surprend tout le monde, vient changer les plans et brouille les cartes : Charlie repousse son admission à Columbia pour s’occuper de son jeune frère et s’enferme petit à petit dans la routine. Jusqu’au jour où Charlie fait la rencontre de Jordan, un charmant garçon, écrivain et féru de voyages. Dès lors, Charlie se trouve confronté à deux possibilités : celle de rester auprès de son frère pour continuer de l’élever ou alors de donner libre cours à ses sentiments et de suivre Jordan.

## Fiche technique
- Titre : The Conrad Boys
- Réalisation : Justin Lo
- Scénario : Justin Lo
- Musique originale : Chelsea Lo
- Production : Justin Lo et José Ramirez
- Sociétés de production : Newport films
- Pays :  États-Unis [1]
- Langue d'origine : anglais
- Genre : Drame et romance
- Durée : 94 minutes
- Dates de sortie : inconnues

## Distribution
- Justin Lo : Charlie Conrad
- Booboo Stewart : Benjamin Conrad
- Nick Bartzen : Jordan Rivers
- Barry Shay : Doug Conrad
- Nancy Hancock : Tori Marshall
- Kathleen Ann Clark : Louise Denver
- Dorian Frankel : Evelyn Bridge
- Lauren Xerxes : Suzie Conrad